# 西浦テレビ中継局
西浦テレビ中継局（にしのうらテレビちゅうけいきょく）は、福岡県福岡市西区に置かれているテレビ放送の中継局。

## 中継局概要

### デジタルテレビ放送（補間局）
| リモコン 番号 | 放送局名         | チャンネル 番号 | 空中線 電力 | ERP | 偏波面   | 放送対象地域 | 放送区域内 世帯数 | 運用開始日     |
| ------------- | ---------------- | --------------- | ----------- | --- | -------- | ------------ | ----------------- | -------------- |
| 1             | KBC 九州朝日放送 | 23              | 50mW        | -   | 垂直偏波 | 福岡県       | 約345世帯         | 2014年 12月1日 |
| 2             | NHK 福岡教育     | 40              | 50mW        | -   | 垂直偏波 | 全国         | 約345世帯         | 2014年 12月1日 |
| 3             | NHK 福岡総合     | 42              | 50mW        | -   | 垂直偏波 | 福岡県       | 約345世帯         | 2014年 12月1日 |
| 4             | RKB RKB毎日放送  | 19              | 50mW        | -   | 垂直偏波 | 福岡県       | 約345世帯         | 2014年 12月1日 |
| 5             | FBS 福岡放送     | 37              | 50mW        | -   | 垂直偏波 | 福岡県       | 約345世帯         | 2014年 12月1日 |
| 7             | TVQ TVQ九州放送  | 46              | 50mW        | -   | 垂直偏波 | 福岡県       | 約345世帯         | 2014年 12月1日 |
| 8             | TNC テレビ西日本 | 18              | 50mW        | -   | 垂直偏波 | 福岡県       | 約345世帯         | 2014年 12月1日 |

- 所在地： 福岡市西区[1][4]西浦[2]（白木神社境内）
- 放送区域： 福岡市西区の一部[1][5][4]
- 2014年10月31日に予備免許が交付され[5]、11月18日から試験放送を実施[5]。12月1日に本放送を開始した[2]。
- デジタル化に際しては、隣接中継局や既設共聴施設によるカバーとされていたが[6]、韓国の放送波の混信による受信障害に悩まされたため、2014年2月7日に補間局を設置することが公表された[7][8]。その後、2014年6月26日に対策手法の変更が公表され、補間局の設置とともに既設共聴施設の受信点を変更する改修が行われることになった[9][10]。

### アナログテレビ放送
| チャンネル 番号 | 放送局名         | 空中線 電力         | ERP                  | 偏波面   | 放送対象地域 | 放送区域内 世帯数 | 運用開始日     |
| --------------- | ---------------- | ------------------- | -------------------- | -------- | ------------ | ----------------- | -------------- |
| 18              | TNC テレビ西日本 | 映像100mW/ 音声25mW | 映像440mW/ 音声110mW | 垂直偏波 | 福岡県       | -                 | 1982年 7月23日 |
| 20              | RKB RKB毎日放送  | 映像100mW/ 音声25mW | 映像440mW/ 音声110mW | 垂直偏波 | 福岡県       | -                 | 1982年 7月31日 |
| 27              | KBC 九州朝日放送 | 映像100mW/ 音声25mW | 映像440mW/ 音声110mW | 垂直偏波 | 福岡県       | -                 | 1982年 7月30日 |
| 36              | NHK 福岡総合     | 映像100mW/ 音声25mW | 映像440mW/ 音声110mW | 垂直偏波 | 福岡県       | -                 | 1982年 7月30日 |
| 38              | NHK 福岡教育     | 映像100mW/ 音声25mW | 映像440mW/ 音声110mW | 垂直偏波 | 全国         | -                 | 1982年 7月30日 |
| 47              | FBS 福岡放送     | 映像100mW/ 音声25mW | 映像440mW/ 音声110mW | 垂直偏波 | 福岡県       | -                 | 1982年 7月30日 |
| 58              | TVQ TVQ九州放送  | 映像100mW/ 音声25mW | 映像440mW/ 音声110mW | 垂直偏波 | 福岡県       | -                 | 1999年 3月12日 |

- 所在地： デジタルテレビ放送に同じ
- 2011年7月24日をもってすべて廃止された。